# بخش بسونوفسکی
بخش بسونوفسکی (به لاتین: Bessonovsky District) یک منطقهٔ مسکونی در روسیه است که در استان پنزا واقع شده‌است.